# Лисенко Василь Васильович
Василь Васильович Лисенко (15 липня 1914, село Власівка Київської губернії, тепер Баришівського району Київської області — 1 березня 1987, місто Київ) — український радянський і компартійний діяч, депутат Верховної Ради УРСР 5—7-го скликань. Кандидат у члени ЦК КПУ в 1960—1971 р.

## Біографія
Народився в селянській родині. У 1935 році закінчив Київський механічний технікум. З 1935 року — викладач у місті Кагарлику Київської області.
Член ВКП(б) з 1938 року.
У 1939—1941 роках — завідувач відділу пропаганди і агітації Підгаєцького районного комітету КП(б)У Тарнопільської області.
У 1941—1945 роках — у Червоній армії, на політичній роботі. Учасник німецько-радянської війни, інвалід війни. Після демобілізації, до 1950 року працював на партійній та педагогічній роботі в Чортківському районі Тернопільської області, зокрема був завідувачем відділу Чортківського міського комітету КП(б)У.
У 1948 році закінчив заочно Київський державний педагогічний інститут.
У 1950—1951 роках — 1-й секретар Коропецького районного комітету КП(б)У Тернопільської області. У 1952—1955 роках — 1-й секретар Бережанського районного комітету КПУ Тернопільської області.
У листопаді (затв.) 1955 — березні 1956 року — секретар Тернопільського обласного комітету КПУ.
У березні 1956 — травні 1958 року — 2-й секретар Тернопільського обласного комітету КПУ.
У травні 1958 — травні 1971 року — голова виконавчого комітету Тернопільської обласної ради депутатів трудящих.
З 1971 року — персональний пенсіонер союзного значення у Києві.

## Нагороди
- орден Леніна
- орден Червоного Прапора
- орден Вітчизняної війни І-го ступеня
- орден Вітчизняної війни ІІ-го ступеня
- три ордени Трудового Червоного Прапора (20.07.1964)
- орден Червоної Зірки
- 14 медалей